# Język mówiony
Język mówiony, także język ustny – reprezentacja języka naturalnego lub języka sztucznego wyrażona za pomocą mowy; jest środkiem komunikacji werbalnej.
Język mówiony, w przeciwieństwie do języka pisanego, ma charakter dialogowy i niejednokierunkowy. Cechuje go ulotność, ścisłe powiązanie z kontekstem sytuacyjnym, a także potoczność i emocjonalne nacechowanie wypowiedzi. Wykorzystuje elementy fatyczne, służące nawiązaniu i podtrzymaniu kontaktu, a także bezpośrednie zwroty do odbiorcy. Obfituje w środki parajęzykowe takie jak intonacja i tembr głosu; przekaz werbalny uzupełniany jest przez gestykulację i mimikę. W zakresie składni charakteryzuje się większą swobodą (niepełne zdania, potoczne spójniki itd.) niż język pisany, w którym dużą rolę odgrywa kompozycja tekstu. W języku ustnym występują powtórzenia i wtrącenia, pauzy, przerywniki; spójność osiągana jest tylko w ograniczonym zakresie.
Język mówiony jest pierwotną reprezentacją języka naturalnego; został wyodrębniony i nazwany na skutek pojawienia się wtórnej reprezentacji języka naturalnego, którą jest język pisany.